# Abdul Al-Rozan
Abdul Al-Rozan (Riyad, 4 agosto 1966) è un ex calciatore saudita, di ruolo centrocampista o attaccante.